# 陸中宇部駅
陸中宇部駅（りくちゅううべえき）は、岩手県久慈市宇部町にある三陸鉄道リアス線の駅である。
駅の愛称は「縄文の花」。縄文時代の遺跡が周囲から発掘されていることに由来する。

## 歴史
- 1975年（昭和50年）7月20日：日本国有鉄道久慈線の駅として開業[1]。無人駅[1]。
- 1984年（昭和59年）4月1日：三陸鉄道に移管[2]。北リアス線の所属となる[2][3]。
- 2011年（平成23年）
  - 3月11日：東北地方太平洋沖地震に伴う津波により北リアス線が全線不通となり、当駅も旅客営業停止となる。
  - 3月16日：久慈駅 - 陸中野田駅間復旧に伴い旅客営業再開。

## 駅構造
単式ホーム1面1線の地上駅である。

## 利用状況
「久慈統計書」によると、2021年度（令和3年度）の1日平均乗車人員は41人である。
2001年度（平成13年度）以降の推移は下記のとおりである。
| 乗車人員推移       | 乗車人員推移     | 乗車人員推移 |
| 年度               | 1日平均 乗車人員 | 出典         |
| ------------------ | ---------------- | ------------ |
| 2001年（平成13年） | 50               | [ 統計 2 ]   |
| 2002年（平成14年） | 52               | [ 統計 2 ]   |
| 2003年（平成15年） | 49               | [ 統計 2 ]   |
| 2004年（平成16年） | 49               | [ 統計 2 ]   |
| 2005年（平成17年） | 46               | [ 統計 2 ]   |
| 2006年（平成18年） | 42               | [ 統計 2 ]   |
| 2007年（平成19年） | 42               | [ 統計 2 ]   |
| 2008年（平成20年） | 36               | [ 統計 2 ]   |
| 2009年（平成21年） | 35               | [ 統計 2 ]   |
| 2010年（平成22年） | 32               | [ 統計 2 ]   |
| 2011年（平成23年） | 21               | [ 統計 2 ]   |
| 2012年（平成24年） | 25               | [ 統計 2 ]   |
| 2013年（平成25年） | 26               | [ 統計 2 ]   |
| 2014年（平成26年） | 23               | [ 統計 2 ]   |
| 2015年（平成27年） | 26               | [ 統計 2 ]   |
| 2016年（平成28年） | 19               | [ 統計 2 ]   |
| 2017年（平成29年） | 23               | [ 統計 2 ]   |
| 2018年（平成30年） | 20               | [ 統計 2 ]   |
| 2019年（令和元年） | 19               | [ 統計 2 ]   |
| 2020年（令和02年） | 39               | [ 統計 1 ]   |
| 2021年（令和03年） | 41               | [ 統計 1 ]   |

## 駅周辺
- 宇部郵便局
- 久慈市役所宇部市民センター（旧宇部村役場）
- 久慈市立宇部小学校
- 国道45号
- 三陸沿岸道路 久慈宇部インターチェンジ
- のるねっとKUJI「宇部支所前」停留所

## 隣の駅
三陸鉄道
■リアス線
陸中野田駅 - 陸中宇部駅 - 久慈駅

#### 記事本文
1. 1 2  「きょう待望の久慈線関東の私鉄に二つの新線」『交通新聞』交通協力会、1975年7月20日、2面。
2. 1 2  「私鉄年表」『私鉄車両編成表 -全国版- '84年版』ジェー・アール・アール、1984年8月1日、141頁。
3. ↑  石野哲 編『停車場変遷大事典 国鉄・JR編』 II（初版）、JTB、1998年10月1日、503頁。ISBN 978-4-533-02980-6。

#### 利用状況
1. 1 2  “第10章 運輸・通信” (PDF). 久慈統計書（令和5年3月）.   久慈市. p. 94 (2023年4月24日). 2024年1月11日閲覧。
2. ↑  “第10章 運輸・通信” (PDF). 久慈統計書（令和3年3月）.   久慈市. p. 86 (2020年3月18日). 2021年5月3日閲覧。